# Мухін Володимир Васильович
Володи́мир Васи́льович Му́хін (нар. 28 червня 1949, м. Старий Крим, Кримська область) — народний депутат України 2-го, 3-го та 4-го скликань. Член Політради СПУ. Головний науковий працівник Національного наукового центру «Харківський фізико-технічний інститут». 

## Освіта
У 1966 р. вступив до Харківського державного університету, який закінчив у 1970 р. за спеціальністю фізик. Доктор фізико-математичних наук (1990), професор (1994).

## Трудова діяльність
- 1971–1993 — стажист-дослідник, молодший науковий працівник, старший науковий працівник, провідний науковий працівник Харківського фізико-технічного інституту.
- 1993–1994 — начальник відділу Національного наукового центру «Харківський фізико-технічний інститут».

На парламентських виборах 1994 року Володимир Мухін балотувався як кандидат від Соціалістичної партії України (СПУ) на посаду народного депутата України від Київського виборчого округу (№ 370) і врешті-решт пройшов до українського парламенту. 3 червня він був обраний головою постійної Комісії Верховної Ради України з питань оборони і державної безпеки.
12 травня 1998 Володимир Мухін вдруге був обраний до складу Верховної Ради України, у цьому випадку за спільним виборчим списком СПУ та СелПУ (№ 29 у списку). 15 липня він увійшов до складу Комітету з питань національної безпеки і оборони.
31 травня 2002 Володимир Мухін втретє був обраний народним депутатом України. Цього разу він займав № 24 виборчого списку СПУ. З 11 червня він працював у Комітеті з питань промислової політики і підприємництва.
На парламентських виборах 2006 року Володимир Мухін фігурував під № 48 виборчого списку своєї партії. Але СПУ отримала лише 33 мандати і Володимир Мухін до Верховної Ради не пройшов.
Був членом політвиконкому СПУ, першим секретарем Харківського обкому СПУ (до жовтня 2003). 

## Нагороди та звання
Лауреат премії Ленінського комсомолу в галузі науки і техніки (1981). Орден «За заслуги» III ступеня (серпень 1998).
Дійсний член Української екологічної академії (1992), Академії інженерних наук України (1995).